# Happenings Ten Years Time Ago
Singles de The Yardbirds
Over Under Sideways Down
(1966) Little Games
(1967)
Happenings Ten Years Time Ago  est une chanson du groupe de rock britannique The Yardbirds sortie en single en 1966.
Ce morceau présente des paroles inspirées par les concepts de réincarnation et de déjà-vu sur un accompagnement musical dominé par le jeu de guitare de Jeff Beck et Jimmy Page. À sa sortie, il reçoit des critiques mitigées et réalise des ventes moins bonnes que les précédents singles du groupe, mais il est considéré avec le recul comme une chanson particulièrement inventive, qui préfigure le rock psychédélique et le hard rock qui se développent dans les années qui suivent.

## Histoire

### Contexte
Au début de l'année 1966, le bassiste Paul Samwell-Smith décide de quitter les Yardbirds pour se reconvertir dans la production. Pour le remplacer, le groupe fait appel en juin au musicien de studio Jimmy Page. Davantage réputé comme guitariste, celui-ci accepte de tenir la basse le temps que Chris Dreja, jusqu'alors guitare rythmique, se familiarise avec cet instrument. Par la suite, Page explique qu'il commence à se sentir à l'étroit dans son rôle de musicien de studio et que le programme de concerts chargé des Yardbirds lui offre l'occasion de développer de nouvelles idées.
Le guitariste Jeff Beck souffre de problèmes de santé et d'autres problèmes personnels qui l'empêchent d'assurer toutes les dates de la tournée américaine des Yardbirds en août-septembre 1966. Lorsqu'il est absent, Page le remplace à la guitare solo et Dreja se charge de la basse. De retour au Royaume-Uni, le groupe se stabilise avec Beck et Page comme solistes. Leur musique évolue dans de nouvelles directions, préfigurant d'autres groupes à deux guitaristes comme Wishbone Ash ou Quiver (en), et se fait également plus « lourde ».

### Enregistrement
Après le départ de Samwell-Smith, le chanteur Keith Relf et le batteur Jim McCarty passent davantage de temps ensemble, rapprochés par un intérêt commun pour le mystique et la réincarnation. Un jour, alors qu'ils sont chez Relf, ils commencent à développer une chanson autour de ces idées et du concept de déjà-vu,.
Le groupe profite d'une pause dans son programme de concerts pour enregistrer Happenings Ten Years Time Ago à Londres. Comme Chris Dreja n'est pas encore tout à fait à l'aise avec la basse, Page fait appel à un camarade à lui, John Paul Jones. La base de la chanson est développée par Relf, McCarty, Page et Jones en l'absence de Beck, mais la date et le lieu ne sont pas certains :
- Jim McCarty indique que la séance s'est déroulée aux studios IBC, sans donner de date[9] ;
- Martin Power la situe aux studios IBC au début du mois d'août 1966[10] ;
- Greg Russo mentionne les studios De Lane Lea, le 26 juillet[8] ;
- Alan Clayson évoque une séance « probablement annulée » aux studios IBC le 26 juillet et affirme que la base a été enregistrée à De Lane Lea le 20 septembre[11].

Dans tous les cas, des overdubs sont ajoutés sur cette piste de base entre le 20 septembre et le 2 octobre aux studios De Lane Lea. C'est à ce moment-là que Beck enregistre ses parties de guitare et le monologue qui apparaît sur le pont.

### Parution et accueil
Happenings Ten Years Time Ago est éditée en 45 tours au Royaume-Uni le 21 octobre 1966 par Columbia. En face B figure Psycho Daisies, une chanson enregistrée pendant les mêmes séances d'enregistrement et chantée par Beck qui s'inspire de Somethin' Else d'Eddie Cochran. Le single ne dépasse par la 43e place du hit-parade britannique et les critiques, qui commencent à se lasser du mouvement « psychédélique » naissant, ne sont pas tendres avec elles, notamment Penny Valentine dans Disc and Music Echo.
Aux États-Unis, Epic Records publie Happenings Ten Years Time Ago le 4 novembre avec une autre chanson chantée par Beck en face B, The Nazz Are Blue. La critique lui réserve un accueil plus favorable et elle se classe no 30 du Billboard Hot 100.

## Fiche technique

### Chansons
| 1. | Happenings Ten Years Time Ago | Keith Relf, Jim McCarty, Jeff Beck, Jimmy Page              | 2:55 |
| 2. | Psycho Daisies                | Chris Dreja, Jim McCarty, Jeff Beck, Keith Relf, Jimmy Page | 1:50 |

| 1. | Happenings Ten Years Time Ago | Keith Relf, Jim McCarty, Jeff Beck, Jimmy Page              | 2:55 |
| 2. | The Nazz Are Blue             | Chris Dreja, Jim McCarty, Jeff Beck, Keith Relf, Jimmy Page | 3:00 |

### Interprètes
- Keith Relf : chant
- Jeff Beck : guitare
- Jimmy Page : guitare
- John Paul Jones : basse
- Jim McCarty : batterie, chœurs

### Classements et certifications
| Classement                     | Meilleure position |
| ------------------------------ | ------------------ |
| Royaume-Uni (UK Singles Chart) | 43                 |